# Hexanchiformes
Los hexanquiformes (Hexanchiformes) son un orden de elasmobranquios selacimorfos que incluye los tiburones actuales más primitivos. Contiene solo seis especies vivientes.

## Características
Los hexanquiformes sólo tienen una aleta dorsal, seis o siete ranuras branquiales y no poseen la membrana nictitante en los ojos.

## Clasificación
- Familia Chlamydoselachidae
  - Chlamydoselachus Garman, 1884
    - Chlamydoselachus africana Ebert & Compagno, 2009 (tiburón anguila sudafricano)
    - Chlamydoselachus anguineus Garman, 1884 (tiburón anguila)
    - Chlamydoselachus bracheri † Pfeil, 1983
    - Chlamydoselachus gracilis † Antunes & Cappetta, 2001
    - Chlamydoselachus goliath † Antunes & Cappetta, 2001
    - Chlamydoselachus fiedleri † Pfeil, 1983
    - Chlamydoselachus lawleyi † Davis, 1887
    - Chlamydoselachus thomsoni † Richter & Ward, 1990
    - Chlamydoselachus tobleri † Leriche, 1929

  - Thrinax † Pfeil, 1983
- Familia Hexanchidae (tiburones vacas)
  - Heptranchias Rafinesque, 1810
    - Heptranchias perlo (Bonnaterre, 1788) (tiburón de siete branquias)
    - Heptranchias ezoensis † Applegate & Uyeno, 1968
    - Heptranchias howelii † (Reed, 1946)
    - Heptranchias tenuidens † (Leriche, 1938)

  - Hexanchus
    - Hexanchus griseus  (Bonnaterre, 1788) (tiburón de seis branquias chata o tiburón vaca hocico de chata)
    - Hexanchus nakamurai Teng, 1962 (tiburón de seis branquias de ojos grandes o tiburón vaca de gran ojo)
    - Hexanchus arzoensis † (Debeaumont, 1960)
    - Hexanchus agassizi † 
    - Hexanchus collinsonae †  Ward, 1979
    - Hexanchus gracilis  † (Davis, 1887) 
    - Hexanchus griseus “andersoni” “gigas” † (Bonaterre, 1788)
    - Hexanchus hookeri † Ward, 1979
    - Hexanchus microdon “agassizii” † (Agassiz, 1843)
    - Hexanchus nakamurai “vitulus” † Teng, 1962

  - Notorynchus Ayres, 1855
    - Notorynchus cepedianus  (Péron, 1807) (tiburón de siete branquias de nariz corta.)
    - Notorynchus aptiensis † (Pictet, 1865)
    - Notorynchus intermedius † Wagner
    - Notorynchus lawleyi † Ciola & Fulgosi, 1983
    - Notorynchus munsteri † (Agassiz, 1843)
    - Notorynchus serratissimus † (Agassiz, 1844)
    - Notorynchus serratus † (Agassiz, 1844)

  - Paraheptranchias † PFEIL, 1981
    - Paraheptranchias repens † (Probst, 1879)
    - Paranotidanus “Eonotidanus” contrarius † (Munster, 1843)
    - Paranotidanus intermedius † (Wagner, 1861)
    - Paranotidanus munsteri † (Agassiz, 1843)
    - Paranotidanus serratus † (Fraas, 1855)

  - Notidanoides † Maisey 1986  Archivado el 10 de marzo de 2012 en Wayback Machine.
  - Notidanodon † Cappetta, 1975
    - Notidanodon antarcti † Grande & Chatterjee, 1987
    - Notidanodon brotzeni † Siverson, 1995
    - Notidanodon dentatus † (Woodward, 1886)
    - Notidanodon lanceolatus † (Woodward, 1886)
    - Notidanodon loozi † (Vincent, 1876)
    - Notidanodon pectinatus † (Agassiz, 1843)

  - Pseudonotidanus † Underwood & Ward, 2004
    - Pseudonotidanus semirugosus † Underwood & Ward, 2004

  - Weltonia † Ward, 1979
    - Weltonia ancistrodon † (Arambourg, 1952)
    - Weltonia burnhamensis † Ward, 1979
- Familia ?Mcmurdodontidae
  - Mcmurdodus † White, 1968
    - Mcmurdodus featherensis † White, 1968
    - Mcmurdodus whitei † Turner, & Young, 1987